# César for bedste animationsfilm
César for bedste animationsfilm er en pris, der blev opfundet til den 36. udgave af César uddelingen i 2011.

## Uddelinger
| År   | Film              | Instruktør                    |
| ---- | ----------------- | ----------------------------- |
| 2012 | Le chat du rabbin | Joann Sfar, Antoine Delesvaux |
| 2011 | L'Illusioniste    | Sylvain Chomet                |